# Антал, Ондрей
Ондрей Антал (словац. Ondrej Antal; 16 января 1898, Герлиц — 10 апреля 1981, Банска-Бистрица) — словацкий политический деятель, партизан времён Второй мировой войны.

## Биография
Родился 16 января 1898 в Герлице (ныне Грлица, Банскобистрицкий край Словакии). Мать — Анна Анталова. Жил в Мартине и Банске-Бистрице. До войны участвовал в деятельности Коммунистической партии Чехословакии.
В годы Второй мировой войны участник подпольного антифашистского сопротивления. В дни Словацкого национального восстания — командир отряда в партизанской бригаде «Смерть фашизму». Заминировался минированием тоннелей на автодорогах Червена-Скала — Маргецаны и Банска-Бистрица — Дивяки.
Награждён в 1946 году орденом Словацкого национального восстания 2 степени, Чехословацким военным крестом 1939 года, в 1968 году награждён чехословацким Орденом труда. Также награждён рядом памятных орденов и медалей.
Скончался 10 апреля 1981 в Банске-Бистрице.